# Arquidiócesis de Medan
La arquidiócesis de Medan (en latín: Archidioecesis Medanen(sis) y en indonesio: Keuskupan Agung Medan) es una circunscripción eclesiástica latina de la Iglesia católica en Indonesia, sede metropolitana de la provincia eclesiástica de Medan. La arquidiócesis tiene al arzobispo Kornelius Sipayung, O.F.M.Cap. como su ordinario desde el 28 de junio de 2010. 

## Territorio y organización

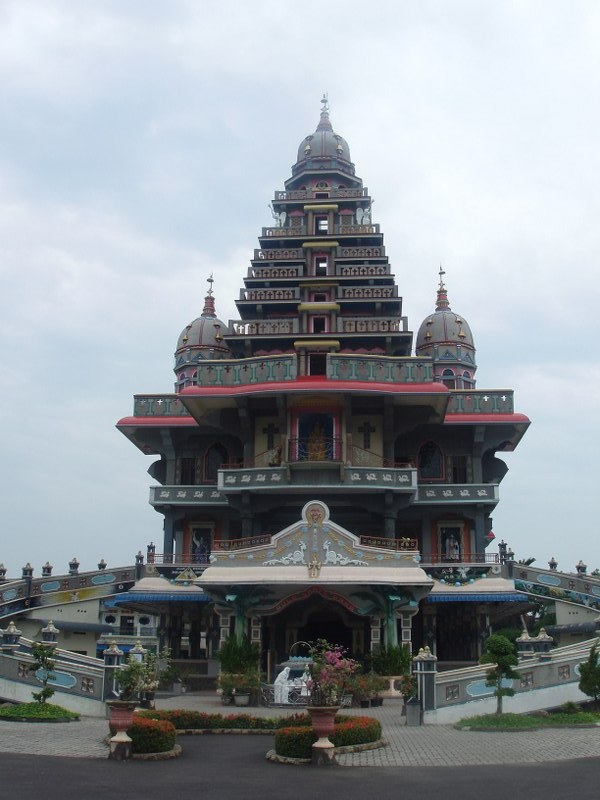
Graha Maria Annai Velangkanni, templo que es un importante lugar de peregrinación

La arquidiócesis tiene 102 262 km² y extiende su jurisdicción sobre los fieles católicos de rito latino residentes en la provincia de Aceh y en la mayor parte de la provincia de Sumatra Septentrional.
La sede de la arquidiócesis se encuentra en la ciudad de Medan, en donde se halla la Catedral de la Inmaculada Concepción.
En 2019 en la arquidiócesis existían 60 parroquias.
La arquidiócesis tiene como sufragáneas a las diócesis de: Padang y Sibolga.

## Historia
La prefectura apostólica de Sumatra fue erigida el 30 de junio de 1911 con el decreto Sumatram insulam de la Congregación de Propaganda Fide, obteniendo el territorio del vicariato apostólico de Batavia (hoy arquidiócesis de Yakarta).
El 27 de diciembre de 1923, en virtud del breve Cum propagationi del papa Pío XI, cedió porciones de su territorio para la erección de las prefecturas apostólicas de Benkoelen (hoy arquidiócesis de Palembang) y de Bangka y Biliton (hoy diócesis de Pangkalpinang) y al mismo tiempo asumió el nombre de prefectura apostólica de Padang.
El 18 de julio de 1932 en virtud del breve Ut aucto del papa Pío XI, la prefectura apostólica fue elevada a vicariato apostólico, que el 23 de diciembre de 1941 tomó el nombre de vicariato apostólico de Medan.
El 19 de junio de 1952 cedió una porción de territorio para la erección de la prefectura apostólica de Padang (hoy diócesis de Padang) mediante la bula E Missionibus del papa Pío XII.
El 17 de noviembre de 1959 cedió otra porción de territorio para la erección de la prefectura apostólica de Sibolga (hoy diócesis de Sibolga) mediante la bula Cum novas constituere del papa Juan XXIII.
El 3 de enero de 1961 el vicariato apostólico fue elevado al rango de arquidiócesis metropolitana con la bula Quod Christus del papa Juan XXIII.
El 28 de agosto de 2016, en un ataque a la iglesia de San José en Medan, un hombre detonó una bomba y posteriormente apuñaló al celebrante en el brazo, causando cuatro heridos.

## Estadísticas
De acuerdo al Anuario Pontificio 2020 la arquidiócesis tenía a fines de 2019 un total de 533 700 fieles bautizados.
| Año                                                                             | Población            | Población  | Población      | Sacerdotes | Sacerdotes    | Sacerdotes    | Bautizados por sacerdote | Diáconos permanentes | Religiosos | Religiosos | Parroquias |
| Año                                                                             | Bautizados católicos | Total      | % de católicos | Total      | Clero secular | Clero regular | Bautizados por sacerdote | Diáconos permanentes | Varones    | Mujeres    | Parroquias |
| ------------------------------------------------------------------------------- | -------------------- | ---------- | -------------- | ---------- | ------------- | ------------- | ------------------------ | -------------------- | ---------- | ---------- | ---------- |
| 1950                                                                            | 35 524               | 6 000      | 0.6            | 48         | 1             | 47            | 740                      |                      | 21         | 101        | 243        |
| 1969                                                                            | 173 316              | 6 710 000  | 2.6            | 79         | 1             | 78            | 2193                     |                      | 160        | 275        | 31         |
| 1980                                                                            | 269 146              | 7 600 000  | 3.5            | 102        |               | 102           | 2638                     |                      | 195        | 361        |            |
| 1990                                                                            | 367 694              | 10 010 264 | 3.7            | 110        | 8             | 102           | 3342                     | 1                    | 221        | 377        | 42         |
| 1999                                                                            | 458 352              | 15 225 000 | 3.0            | 118        | 17            | 101           | 3884                     |                      | 342        | 600        | 43         |
| 2000                                                                            | 469 498              | 15 525 000 | 3.0            | 131        | 18            | 113           | 3583                     |                      | 317        | 613        | 43         |
| 2001                                                                            | 483 229              | 12 025 924 | 4.0            | 135        | 18            | 117           | 3579                     |                      | 245        | 622        | 43         |
| 2002                                                                            | 491 272              | 14 598 544 | 3.4            | 141        | 20            | 121           | 3484                     |                      | 275        | 812        | 43         |
| 2003                                                                            | 496 836              | 14 486 364 | 3.4            | 150        | 23            | 127           | 3312                     |                      | 293        | 710        | 43         |
| 2004                                                                            | 501 079              | 14 389 898 | 3.5            | 147        | 22            | 125           | 3408                     |                      | 372        | 732        | 44         |
| 2013                                                                            | 549 175              | 17 812 709 | 3.1            | 240        | 40            | 200           | 2288                     |                      | 411        | 807        | 52         |
| 2016                                                                            | 531 703              | 18 516 980 | 2.9            | 282        | 49            | 233           | 1885                     |                      | 343        | 710        | 59         |
| 2019                                                                            | 533 700              | 19 170 000 | 2.8            | 346        | 56            | 290           | 1542                     |                      | 378        | 1190       | 60         |
| Fuente: Catholic-Hierarchy, que a su vez toma los datos del Anuario Pontificio. |                      |            |                |            |               |               |                          |                      |            |            |            |

## Episcopologio
- Giacomo Cluts, O.F.M.Cap. † (1911-1916 falleció)
- Liberato da Exel, O.F.M.Cap. † (1916-1921 falleció)
- Mattia Leonardo Trudone Brans, O.F.M.Cap. † (22 de julio de 1921-12 de mayo de 1954 renunció)
- Antoine Henri van den Hurk, O.F.M.Cap. † (1 de enero de 1955-24 de mayo de 1976 renunció)
- Alfred Gonti Pius Datubara, O.F.M.Cap. (24 de mayo de 1976-12 de febrero de 2009 retirado)
- Anicetus Bongsu Antonius Sinaga, O.F.M.Cap. † (12 de febrero de 2009 por sucesión-8 de diciembre de 2018 retirado)
- Kornelius Sipayung, O.F.M.Cap., desde el 8 de diciembre de 2018